# Amanda McGrory
Amanda McGrory (nacida el 9 de junio de 1986) es una atleta paralímpica estadounidense.

## Biografía
McGrory se graduó de Unionville High School en Kennett Square, Pennsylvania. Asistió a la Universidad de Illinois, donde se graduó en 2010 con una licenciatura en psicología y en 2018 obtuvo su maestría en ciencias de la información. Mientras fue estudiante, compitió tanto en baloncesto como en pista y campo.
Ganó cuatro medallas durante los Juegos Paralímpicos de Verano de 2008 en Pekín, China: oro en 5000   metros, plata en el maratón y bronce en los 800   metros y el 4 × 100   relevo. Ganó las carreras en silla de ruedas del maratón de Londres de 2009 y de Nueva York de 2006. 
También ha competido en los Campeonatos del Mundo de Pista y Campo (2006, 2011, 2013, 2015, 2017) y Maratón (2015), ganando 10 medallas a lo largo de los años (3 de oro, 3 de plata, 4 de bronce).

## Resultados seleccionados

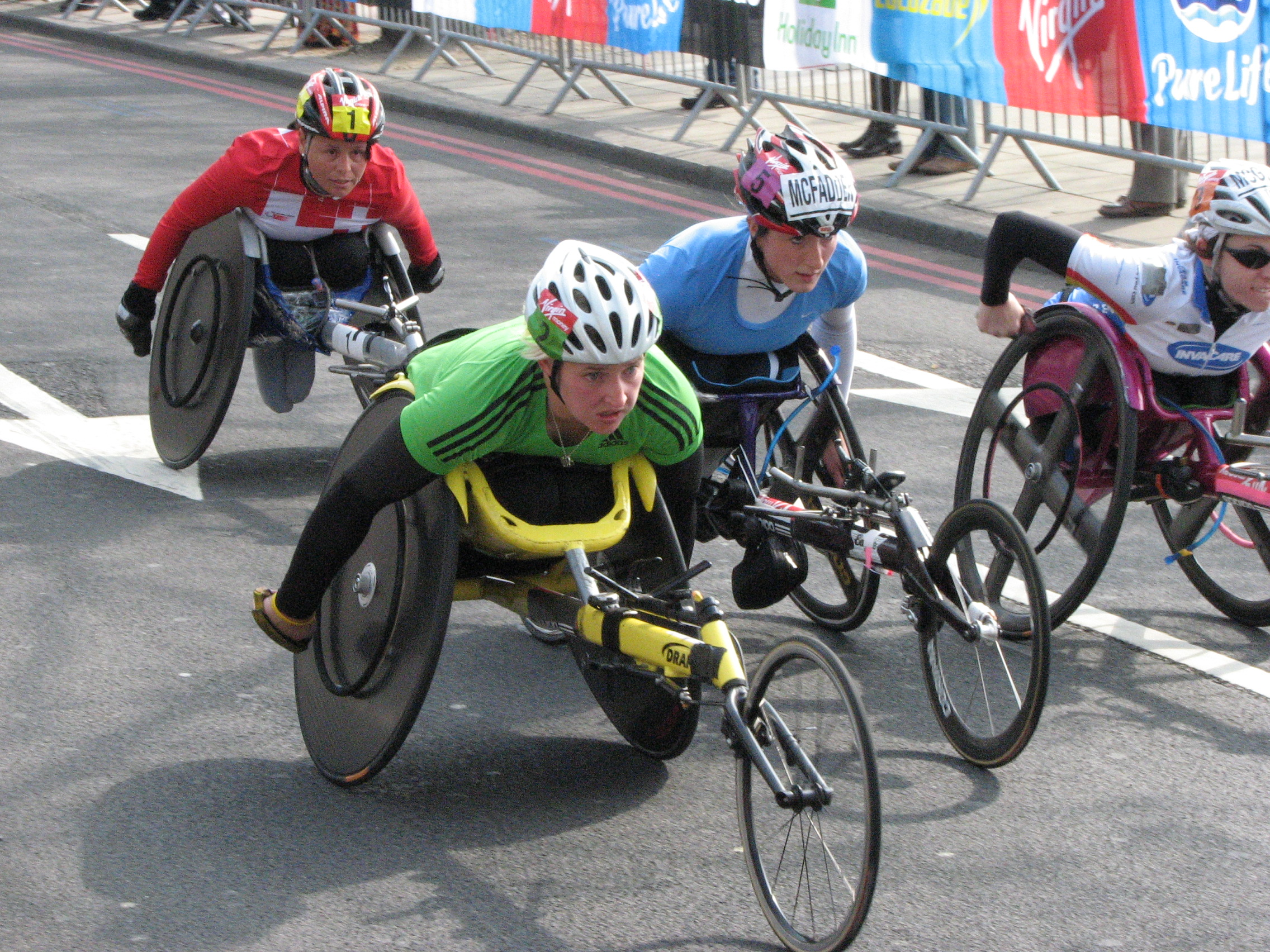
La carrera de mujeres en silla de ruedas en el maratón de Londres 2011 (de izquierda a derecha: Sandra Graf, Shelly Woods, Tatyana McFadden y Amanda McGrory)

- 2011: primer lugar - Maratón de la ciudad de Nueva York[5]
- 2011: primer lugar - Maratón de Londres[6]
- 2009: primer lugar - Maratón de Londres[7]
- 2009: Primer lugar - Maratón de la abuela[8]
- 2008: medalla de oro, 5000 m T54; medalla de plata, Maratón T54; medalla de bronce, 800 m T53; medalla de bronce, relevos 4 x 100 m femenino T53 / T54 - Juegos Paralímpicos, Pekín, China
- 2007: primer lugar (5000 m), segundo lugar (400 m), tercer lugar (800 m) - Meet in the Heat, Atlanta, GA.
- 2007: Tercer lugar, 1500 m - Boiling Point Wheelchair Track Classic, Windsor, Ontario, Canadá
- 2007: Tercer lugar, 800 m - Campeonato Nacional de Atletismo Paralímpico de EE. UU., Atlanta, GA.
- 2007: Primer lugar - División Femenina Abierta en Silla de Ruedas del Shepherd Center para la Carrera AJC Peachtree Road en Atlanta, Georgia con registro de 23:11:05.
- 2006: Medalla de oro (800 m), medalla de plata (400 m) - Campeonato Mundial de Atletismo del IPC, Assen, Países Bajos
- 2006: Primer lugar - ING New York City Marathon, Nueva York, NY[9]
- 2006: Copa Mundial Paralímpica Visa, Mánchester, Reino Unido
- 2005: Representó a Estados Unidos en los Juegos Panamericanos Jr. en Windsor, Ontario.
- 2003, 2004: Viajó a Australia como miembro del equipo Jr. de EE. UU.

- Maratón de Los Ángeles 2010: con registro de 1:53:12
- Juegos Paralímpicos de Verano de 2012
  - 800 m T53 : 1: 54.48, séptima
  - 1500 m T54 : 3: 38.19, séptima
  - 5000 m T54 : 12: 29.07, séptima
  - Maratón T54 : 1:46:35, cuarta
- Maratón de Boston 2013 : 1:49:19, tercera
- Juegos Paralímpicos de Río 2016, plata (1500 m, 5000 m), bronce (maratón), cuarto (800 m)